# Appendix Probi
Die Appendix Probi ist eine wichtige Quelle des Vulgärlateins.
Das Werk stammt von einem unbekannten Schulmeister und lässt sich annähernd auf den Anfang des 4. Jahrhunderts datieren.
Es wird Appendix Probi („Anhang des Probus“) genannt, weil es sich im hinteren Teil eines Manuskripts befindet, das die Texte des so genannten Pseudo-Probus enthält.
Der Text stammt zwar aus dem vierten Jahrhundert, ist aber nur überliefert in einem Manuskript aus dem achten oder neunten Jahrhundert.
Diese Appendix oder Anhang ist eine Liste von 227 Wortpaaren in zwei Spalten.
In der linken Spalte stehen die Wörter, die der klassischen lateinischen Norm entsprechen.
In der rechten Spalte stehen die Wörter, die dagegen verstoßen.
Es werden dabei die klassische (schriftliche) Form und die nicht-klassische (mündliche) Form einander gegenübergestellt, nach dem Schema speculum non speclum, also „(es heißt) speculum, nicht speclum“.
Beispiele:
| Appendix Probi                 | Appendix Probi                  | Anmerkungen |
| klassische (schriftliche) Form | nachklassische (mündliche) Form | Anmerkungen |
| ------------------------------ | ------------------------------- | --- |
| speculum                       | speclum                         | italienisch specchio, „Spiegel“ – in der nachklassischen Form ist das unbetonte u verschwunden (Synkope: Schwund des Vokals einer unbetonten Silbe) |
| columna                        | colomna                         | italienisch colonna, „Säule“ |
| calida                         | calda                           | italienisch calda, „warm“ (weibliche Form) – in der nachklassischen Form ist das unbetonte i verschwunden |
| auris                          | oricla                          | italienisch orecchia, „Ohr(en)“ – die nachklassische Form oricla ist die Fortsetzung von auricula, einer Verkleinerungsform des klassischen auris; im nachklassischen oricla wurde das au zu o monophthongiert, und das unbetonte u ist verschwunden (Synkope). Andere parallele Entwicklungen ergaben Spanisch „oreja“ und französisch „oreille“ |

Wenn man die Entstehung der romanischen Sprachen untersuchen möchte, sind die Wörter in der rechten Spalte interessanter als die in der linken. So sind die modernen italienischen Entsprechungen den nachklassischen (mündlichen) Formen ähnlicher als den klassischen (schriftlichen) Formen, weil das Italienische wie auch die anderen romanischen Sprachen das mündliche Latein fortsetzen, nicht das schriftliche.